# Mike Johnson
Mikkel "Mike" Johnson, es un personaje ficticio de la serie de televisión australiana The Almighty Johnsons interpretado por el actor Tim Balme del 7 de febrero del 2011 hasta el 26 de septiembre del 2013